# نادي هندرين
نادي هندرين الرياضي هو فريق كرة قدم عراقي مقره في أربيل، ويلعب في الدوري العراقي الدرجة الثانية والدوري الكردستاني الممتاز.

## الإنجازات

### محلي
- الدوري الكردستاني الممتاز
  - الفائز (1): 2010-11

## روابط خارجية
- أندية العراق - تواريخ التأسيس